# Aaiha
Aaiha (arabisch ايحه) ist ein Ort im Libanon, der im Bezirk Rachaya südlich des Gouvernements Bekaa liegt. Er befindet sich zwischen Rachaya und einem Ort namens Kfar Qouq. Der römische Tempel in Aaiha wurde im Jahr 92 n. Chr. gebaut.
Edward Robinson besuchte Aaiha 1852. Er dokumentierte einen Tempel in einem intermittierendem Gewässer in der Aaiha-Ebene. Es ist ein unterirdischer Strom, der einen See über einer Höhle im Nordwesten bildet. Robinson verglich den See mit dem von Flavius Josephus erwähnten See namens „Phiala“ (griechisch-lateinisch für ‚Schale‘). Der Strom wird als der „Brunnen der Hasbani“ bezeichnet. Die Ebene hat einen Durchmesser von zwei Kilometern. Sie ist kreisförmig und von Hügeln umgeben. Fadi Georges Comair erklärt: „Der Aaiha-See bildet die Grenze von drei Ländern: Libanon, Syrien und Israel“. George Taylor dokumentierte den Tempel, der einer von vielen rund um Hermon ist.